# United Progressive Party (Antigua und Barbuda)
United Progressive Party (UPP) ist eine politische Partei in Antigua und Barbuda.

## Geschichte
Die Partei entstand 1992 durch die Fusion der drei Parteien Antigua Caribbean Liberation Movement, Progressive Labour Movement und United National Democratic Party. Gegenwärtiger Vorsitzender der Partei ist Winston Baldwin Spencer. 

## Ergebnisse der Partei bei Wahlen
Bei den Wahlen am 24. März 2004 erreichte die Partei 55,3 Prozent der Wahlstimmen und gewann 12 von 17 Sitzen im Parlament. Die oppositionelle Partei Antigua Labour Party erreichte 41,8 Prozent der Stimmen und erhielt 4 Sitze.
Im März 2009 erfolgten die vorletzten Parlamentswahlen und im Juni 2014 die aktuellen Parlamentswahlen in Antigua und Barbuda.